# ボーイング221

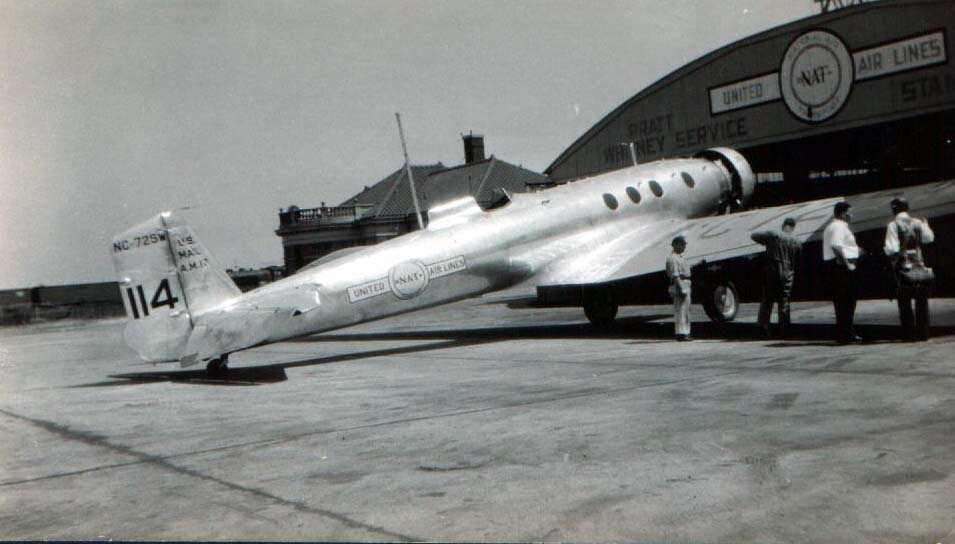
ボーイング・モノメール

ボーイング221（Boeing Model 221）は、アメリカ合衆国の航空機メーカー、ボーイングが開発した、小型の単発プロペラ郵便機。愛称は「モノメール（Monomail）」。エンジンと操縦席の間に小さいながらも客室を備え、旅客兼用機としている。初飛行は、1930年5月6日。
1931年、アメリカ陸軍航空隊は、221A型を民間登録（NX725W）のままボーイング社から借りる形でY1C-18として短期間試験し、機体はボーイングに返還された。のちにこの設計を拡大した爆撃機ボーイング215/214/246(TB/Y1B-9,Y1B-9A)が作られたが、C-18共々不採用に終わった。

## 諸元 （モデル221）
- 乗員: 1 名
- 乗客: 6 名
- 全長: 18 m
- 全幅: 12.75 m
- 最大離陸重量: 3,628.7 kg（8,000 lb）
- 最高速度: 254 km/h
- 巡航速度: 217 km/h
- 航続距離: 925 km
- 実用上昇高度: 4,480.5 m（14,700 ft）
- エンジン: プラット・アンド・ホイットニー R-1860（英語版） ホーネットB（出力: 575 hp）×1